# Festa de São Pedro e São Paulo
A Festa de São Pedro e São Paulo, também chamada de Solenidade dos Santos Pedro e Paulo, é uma festa cristã em honra ao martírio em Roma dos apóstolos São Pedro e São Paulo, que é observada em 29 de junho ou no domingo seguinte. A celebração tem origem muito antiga, sendo a data escolhida sendo ou o aniversário da morte ou do translado das relíquias dos santos.
A sua liturgia convida-nos a reflectir sobre estas duas figuras e a considerar o seu exemplo de fidelidade a Jesus Cristo e de testemunho do projecto libertador de Deus.

## Na Igreja Católica
No Calendário Romano Geral, ela é celebrada como solenidade. No calendário romano geral de 1962, é uma festa de primeira classe.
É neste dia do ano litúrgico que os recém-apontados bispos metropolitas e arcebispos recebem o símbolo primário de seu cargo, o pálio, diretamente do Papa.

## Na Igreja Ortodoxa e nas Igrejas Católicas de Rito Oriental
Para os ortodoxos e para os católicos orientais, esta festa marca o fim do Jejum dos Apóstolos (que começou na segunda seguinte ao Domingo de Todos os Santos (que é o primeiro domingo depois do Pentecostes), ou seja, a segunda segunda-feira após o Pentecostes. É considerado um dia de comparecimento recomendado e no qual o fiel deve prestar uma "Vigília Completa" (costume oriental que agrega as Vésperas, as Meridianas e as Laudes) ou, ao menos, as Vésperas no dia anterior, e a Divina Liturgia na manhã da festa (não há, porém, "Dias de Obrigação" na Igreja Ortodoxa). Para os que seguem o tradicional calendário juliano, a data de 29 de junho cai no dia 12 de julho do calendário gregoriano.
Na tradição ortodoxa russa, é geralmente aceito que o Milagre do Alce de Macário de Unza ocorreu durante o Jejum dos Apóstolos e a Festa dos Santos Pedro e Paulo que se segue a ele.

## Importância ecumênica
Em décadas recentes, esta festa, assim como a de Santo André, tem sido importante para o moderno movimento ecumênico como uma ocasião na qual o Papa e o Patriarca de Constantinopla tem comparecido a eventos especialmente preparados para aproximar as duas Igrejas em direção à comunhão completa. Este era especialmente o caso durante o pontificado do Papa João Paulo II, como ele mesmo declarou em sua encíclica Ut Unum Sint.

## Observação
Em alguns folhetos de Missa, além da missa do dia, é previsto um formulário para a missa da vigília, com orações e leituras próprias, ou seja, diferentes.